# بنی نیلسن
بنی نیلسن (دانمارکی: Benny Nielsen؛ زادهٔ ۲۶ مارس ۱۹۶۶) شناگر اهل دانمارک بود.